# Wydawnictwo Plon

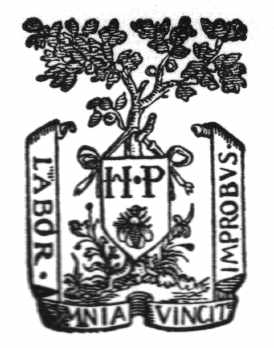
Logo historyczne

Plon – wydawnictwo francuskie utworzone w 1852 roku, którego założycielem był Henri Plon wraz z dwójką swoich braci. Zajmuje się wydawaniem książek autorów pochodzenia francuskiego oraz zagranicznych głównie z zakresu historii politycznej, literatury pięknej oraz opracowań naukowych z dziedziny socjologii.